# Liste der Baudenkmäler in Kötz
Auf dieser Seite sind die Baudenkmäler in der schwäbischen Gemeinde Kötz zusammengestellt. Diese Tabelle ist eine Teilliste der Liste der Baudenkmäler in Bayern. Grundlage ist die Bayerische Denkmalliste, die auf Basis des Bayerischen Denkmalschutzgesetzes vom 1. Oktober 1973 erstmals erstellt wurde und seither durch das Bayerische Landesamt für Denkmalpflege geführt wird. Die folgenden Angaben ersetzen nicht die rechtsverbindliche Auskunft der Denkmalschutzbehörde.

## Baudenkmäler nach Ortsteilen

### Ebersbach
| Lage                            | Objekt                                | Beschreibung                                                                                  | Akten-Nr.     | Bild           |
| ------------------------------- | ------------------------------------- | --------------------------------------------------------------------------------------------- | ------------- | -------------- |
| Deubacher Straße 1 (Standort)   | Ehemaliger Gasthof zur Sonne          | Massivbau mit abgewalmtem Dach, im Dachstuhl bezeichnet mit 1800                              | D-7-74-148-14 | BW             |
| Friedrich-Raab-Weg 6 (Standort) | Katholische Kirche St. Johann Baptist | Älterer Kern mit dreiseitigem Chorschluss und Westturm, um 1700 barockisiert; mit Ausstattung | D-7-74-148-8  | weitere Bilder |

### Großkötz
| Lage                            | Objekt                                                           | Beschreibung | Akten-Nr.     | Bild                                  |
| ------------------------------- | ---------------------------------------------------------------- | --- | ------------- | ------------------------------------- |
| Günzburger Straße (Standort)    | Herrgottsruh-Kapelle                                             | 1961, mit historischer Ausstattung.                                                                                                  | D-7-74-148-7  | Herrgottsruh-Kapelle                  |
| Günzburger Straße 2 (Standort)  | Ehemaliger Vogteihof                                             | Wirtschaftshof mit Wohnbau, Stall und Nebengebäuden, durch Hofmauer und -tor umgrenzt, 18. Jahrhundert, im 19. Jahrhundert verändert | D-7-74-148-1  | weitere Bilder                        |
| Ichenhauser Straße (Standort)   | Kapelle St. Anna                                                 | 19. Jahrhundert; mit Ausstattung | D-7-74-148-2  | Kapelle St. Anna                      |
| Kirchstraße 27, 27 a (Standort) | Katholische Kirche St. Peter und Paul                            | Gotische Anlage, barockisiert 1764/65 von Joseph Dossenberger; mit Ausstattung Ölbergkapelle auf dem Friedhof, 18. Jahrhundert       | D-7-74-148-3  | Katholische Kirche St. Peter und Paul |
| Ortsstraße 20 (Standort)        | Gasthaus Adler                                                   | Giebelbau, Fachwerk verputzt, 18. Jahrhundert                                                                                        | D-7-74-148-4  | weitere Bilder                        |
| Ortsstraße 38 (Standort)        | Bauernhaus                                                       | Mit Walm- bzw. Schopfwalmdach, um 1700, Innentreppe um 1750/60                                                                       | D-7-74-148-13 | weitere Bilder                        |
| Schloßplatz 2 (Standort)        | Pfarrhaus, ehemaliges Sommerschlösschen der Wettenhauser Pröpste | Walmdachbau mit Pilastergliederung, 1760 von Joseph Dossenberger                                                                     | D-7-74-148-5  | weitere Bilder                        |
| Schloßplatz 11 (Standort)       | Ehemaliges Benefiziatenhaus                                      | Mit Schweifgiebel, 18. Jahrhundert                                                                                                   | D-7-74-148-6  | weitere Bilder                        |

### Kleinkötz
| Lage                              | Objekt                               | Beschreibung                                    | Akten-Nr.     | Bild                                 |
| --------------------------------- | ------------------------------------ | ----------------------------------------------- | ------------- | ------------------------------------ |
| Ebersbacher Straße 2 (Standort)   | Gasthaus Adler                       | 18. Jahrhundert, mit schmiedeeisernem Ausleger  | D-7-74-148-9  | Gasthaus Adler                       |
| Kirchplatz (Standort)             | Katholische Pfarrkirche St. Nikolaus | 1691/93 von Valerian Brenner; mit Ausstattung.  | D-7-74-148-10 | Katholische Pfarrkirche St. Nikolaus |
| Schloßstraße 21 (Standort)        | Schloss Kleinkötz                    | Dreigeschossiger Walmdachbau, 1712 Weiheranlage | D-7-74-148-11 | weitere Bilder                       |
| Buchberg (an der B 16) (Standort) | Lettenkreuz                          | Zur Erinnerung an lettische Umsiedler, 1946     | D-7-74-148-12 | Lettenkreuz                          |